# Фанджа
Спортивный клуб «Фанджа» (араб. نادي فنجاء الرياضي‎) — оманский футбольный клуб из города Эс-Сиб, выступающий в Оманской Премьер-лиге. Был основан в 1970 году. 8-кратный чемпион Омана и 9-кратный обладатель Кубка Омана. Домашние игры проводит на стадионе «Сиб».

## История
Клуб основан в 1973 году. «Фанджа» первым из оманских клубов выиграла международный кубок, в финальных матчах Клубного кубка чемпионов Персидского залива 1982 был обыгран Аль-Мухаррак. Лучшими годами клуба были 1970-е и 1980-е годы, однако после смерти основателя клуба Саида Сами, команда на 20 лет позабыла о титулах.
В сезоне 2013/2014 команда выиграла Кубок Омана, обыграв «Аль-Нахда» (2:0), тем самым пробилась в Кубок АФК 2015. Потребовалось более двух десятилетий — 23 года, для того что бы вернуть самый желанный и престижный футбольный титул в Омане. В первой же игре на Кубке АФК 2015 команда уступила туркменскому «Ахалу» (2:3) и выбыла из турнира.

## История выступлений
| Сезон   | Дивизион     | Место       | Кубок      |
| ------- | ------------ | ----------- | ---------- |
| 2006/07 |              |             |            |
| 2007/08 |              |             |            |
| 2008/09 |              |             |            |
| 2009/10 | 1ª           | 2-е (Гр. А) |            |
| 2010/11 | 1ª           | 1-е (Гр. А) |            |
| 2011/12 | Премьер-Лига | Чемпион     |            |
| 2012/13 | Премьер-Лига | 2-е         |            |
| 2013/14 | Премьер-Лига | 2-е         | Победитель |

## Достижения

### Оман
Чемпионат Омана

- Чемпион (8 раз): 1976-77, 1978-79, 1983-84, 1985-86, 1986-87, 1987-88, 1990-91, 2011-12
- Серебряный призёр (2 раза): 2012-13, 2013-14

Кубок Омана

- Обладатель (9 раз): 1975, 1976, 1978, 1985, 1986, 1987, 1989, 1991, 2013-14
- Финалист (1 раз): 2010

Суперкубок Омана

- Обладатель (1 раз): 2012
- Финалист (2 раз): 2013, 2014

### Междунуродные
Клубный кубок чемпионов Персидского залива по футболу

- Обладатель (1 раз): 1989